# Зея (аэропорт)
«Зея» — региональный аэропорт, расположен в 12 км на юго-запад от города Зея, на плоскогорье, ограниченном с востока рекой Зея, с севера долиной реки Гулик, с юга рекой Мохчи. Аэропорт является узловым для посадочных площадок Горный, Бомнак, Хвойный, Береговой. Из аэропорта выполняются рейсы в города Благовещенск, в поселки Береговой, Хвойный, Горный, Бомнак, Октябрьский.

## Принимаемые типыВС
Ан-2, Ан-3, Ан-24, Ан-26, Ан-28, Ан-30, Ан-32, Ан-38, Ан-72, Ан-74, Ан-140, Як-40, Falcon 900 и другие типы ВС 3-4 классов, вертолёты всех типов. Классификационное число ВПП 15/33 (PCN) 10/F/D/Y/T, ВПП 03/21 (PCN) 16/F/D/Y/T.

## Показатели деятельности
Данные из запроса в Викиданные.
| год             | 2014  | 2015  | 2016  | 2017  | 2018 | 2019  | 2020  | 2021  |
| тыс. пассажиров | 4,944 | 3,333 | 2,314 | 2,136 |      | 2,520 | 5,726 | 12,81 |
| Источники:      |       |       |       |       |      |       |       |       |